# Le Bouif chez les pur-sang
Pour plus de détails, voir Fiche technique et Distribution.
Le Bouif chez les pur-sang est un moyen métrage réalisé en 1934 par Léo Joannon et sorti en 1935 qui fait partie de la série du Bouif.

## Fiche technique
- Réalisation : Léo Joannon
- Scénario : Georges de La Fouchardière
- Affichiste : Roger Vacher
- Collaborateurs : Constantin A. Moskoï, V. Braïlowski
- Producteur : Romain Pinès
- Production : Films R.P.
- Format : Noir et blanc - 1,37:1 - 35 mm - Son mono
- Tournage : à l'Hippodrome de Chantilly et à l'Hippodrome de Maisons-Laffitte
- Genre : Comédie
- Durée : 52 minutes / Métrage : 1 308 mètres
- Dates de sortie :
  - Sortie à Paris : 22 février 1935
  - Sortie à Nice : le 6 août 1937 dans une version de 48 minutes

## Distribution
- Félicien Tramel : Le Bouif
- Georges de La Fouchardière
- Georges Bever